# اگمونت (بتهوون)
اِگمونت، اپوس ۸۴، مجموعه‌ای از ۱۰ قطعه موسیقی متن است که در سال ۱۸۱۰ توسط لودویگ فان بتهوون برای نمایش‌نامه‌ای با همان نام از یوهان ولفگانگ فون گوته تصنیف شد. محبوب‌ترین و شناخته‌شده‌ترین قطعهٔ این مجموعه نخستین قطعه موسوم به «اوورتور اگمونت» است.

## تاریخچه
بتهوون در سال ۱۸۰۹ پیشنهاد تصنیف موسیقی متنی را برای تراژدی اگمونت گوته دریافت کرد. اگرچه اتمام کار با اندکی تأخیر همراه بود، موسیقی بتهوون نخستین بار در ۱۵ ژوئن ۱۸۱۰ و در چهارمین اجرای نمایش بکار گرفته شد. متن موسیقی اگمونت در ۱۸۱۱ به عنوان اپوس ۸۴ منتشر شد.
در آن زمان گوته و بتهوون هنوز یکدیگر را ملاقات نکرده بودند. گوته تنها نامی از بتهوون شنیده بود و از موسیقی او شناختی نداشت. او نخستین بار در سال ۱۸۱۲ اجرایی از موسیقی اگمونت را بر روی پیانو شنید.

## مضمون

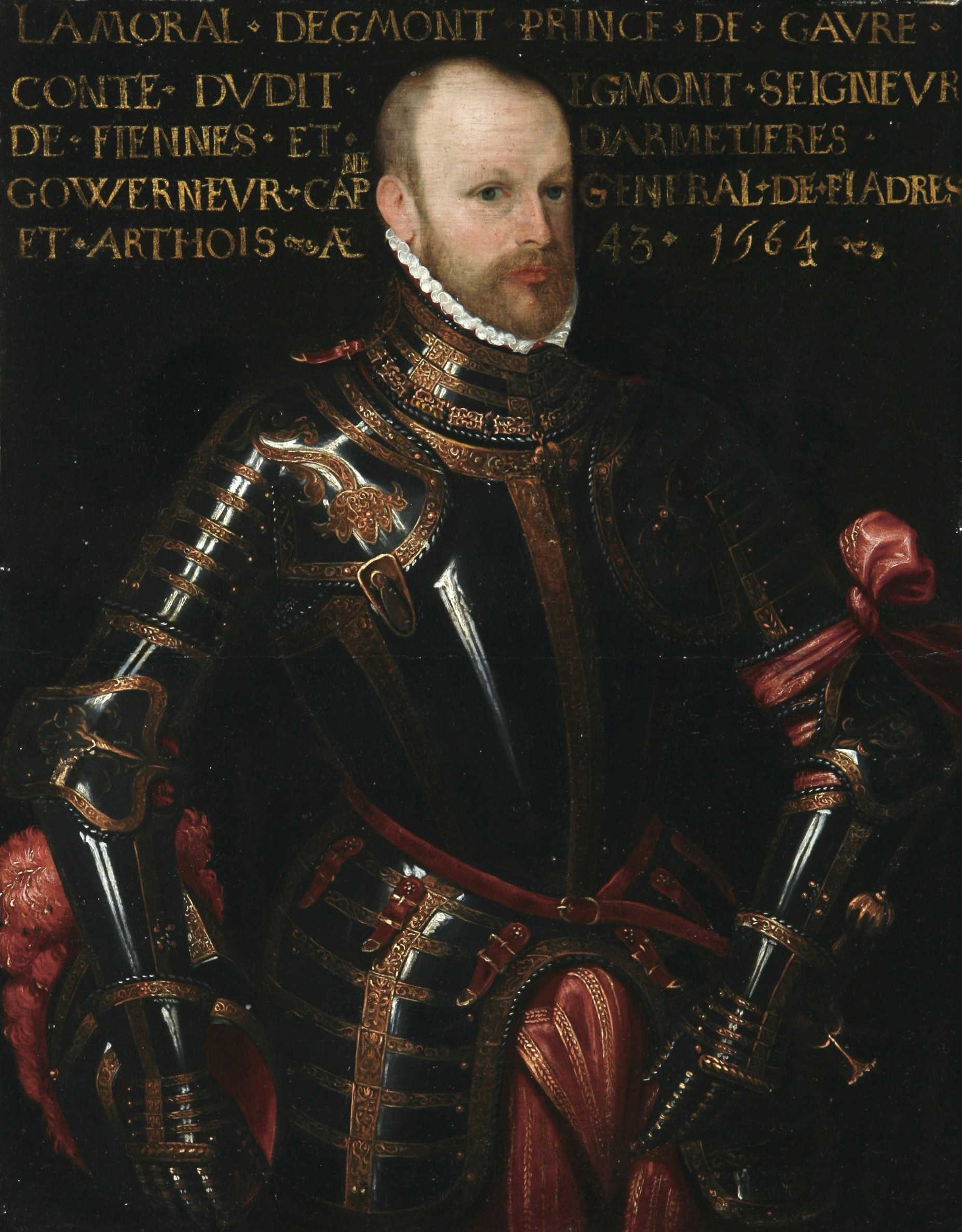
نگارهٔ کنت اگمونت

نمایشنامهٔ اگمونت گوته دارای مضمونی آزادی‌خواهانه است. کنت اگمونت که یک هلندی آزادی‌خواه است، برای رهایی از سلطهٔ اسپانیا به پا می‌خیزد. موسیقی بتهوون بیان‌کنندهٔ کشمکش کنت اگمونت بر سر عواطف وی به معشوقش از یک سو و حس مسئولیت وی در راه مبارزه برای استقلال مردم خویش از سوی دیگر است. مفهوم آزادی و عدالت‌خواهی در تنها اپرای بتهوون، فیدلیو که وی پنج سال پیش آن را تصنیف کرده بود نیز بازتاب یافته بود.

## ساختار
به‌جز قطعهٔ محبوب نخست که پیش‌نوای نمایشنامه است، چهار قطعه برای اجرا در میانِ پرده‌ها، دو قطعه برای خوانندهٔ سوپرانو همراه با ارکستر، یک قطعه برای راوی و دو قطعه برای ارکستر تصنیف شده‌است.
بتهوون در موسیقی اگمونت، روح رمانتیک را با مایه‌های قهرمانانه و فرم کلاسیک ترکیب کرده‌است. با وجود پایان تراژیک نمایشنامه که به مرگ دوک اگمونت ختم می‌شود، قطعهٔ پایانی که «سمفونی پیروزی» نام دارد نوایی از پیروزی قهرمان داستان را سر می‌دهد.